# 高橋農場 (北海道伊達市)
高橋農場（たかはしのうじょう）とは、北海道伊達市にある畜産農場兼競走馬生産牧場である。
1910年当時、日本銀行副総裁を務めていた高橋是清が、伊達基男爵（旧臣と共に有珠郡に入植した旧仙台藩亘理城主・伊達邦成の子）に土地開拓を依頼されて創業した。地積2500町歩に120戸の小作農家を擁し、北の有珠方面で稲作、南の伊達・室蘭方面で畜産を行った。第二次大戦後の農地改革で1200町歩が小作農に開放されたのち、旧農林省で馬産に携わっていた3代目場主の高橋賢一が1958年よりサラブレッド生産を始めた。1977年に生産馬・ラッキールーラが東京優駿（日本ダービー）に優勝している。1960年代以降に本場から土地を割譲され創業した牧場に伊達牧場、黄金牧場、メジロ牧場（いずれも閉場）がある。

## おもな生産馬
中央競馬重賞勝利馬
- メジロフレーム（1966年京成杯3歳ステークス 1967年スプリングステークス）
- トモエオー（1971年函館3歳ステークス、北海道3歳ステークス）
- エリモイーグル（1976年中山大障害・春）
- ラッキールーラ（1977年弥生賞、東京優駿）
- マルブツサーペン（1984年毎日杯 1985年京阪杯）
- ランニングフリー（1986年福島記念 1989年アメリカジョッキークラブカップ、日経賞）
- ゴールデンアイ（1993年函館記念 1995年東京新聞杯）
- ランニングゲイル（1997年弥生賞）

地方競馬重賞勝利馬
- サーペンスール（1982年東京3歳優駿牝馬）
- ハイブリッジ（2000年名港盃、ゴールド争覇）
- サルサクイーン（2002年東京プリンセス賞）
- ファイブビーンズ（2003年埼玉新聞杯）
- キミガヨオー（2004年ゴールドウイング賞）
- ナイキハイグレード（2008年ハイセイコー記念 2009年京浜盃、羽田盃）

## おもな繋養馬
- サーペンフロ（イギリスから輸入し1976年から1989年まで繋養。ランニングフリーなどの父）